# Aeropuerto Internacional Netaji Subhas Chandra Bose
El Aeropuerto Internacional Netaji Subash Chandra Bose (en bengalí: নেতাজী সুভাষচন্দ্র বসু আন্তর্জাতিক বিমানবন্দর; Netaji Shubhashchôndro Boshu Antorjatik Bimanbôndor) (IATA: CCU, OACI: VECC) es un aeropuerto de la India en las cercanías de la ciudad de Calcuta. Es el cuarto aeropuerto más importante de la India después del aeropuerto internacional Indira Gandhi en Nueva Delhi, el aeropuerto internacional Chhatrapati Shivaji, en Bombay, y el Aeropuerto Internacional de Chennai, así como un centro de conexiones muy importante entre Europa y Asia.

## Terminales

### Terminal 1
La terminal 1 es la terminal más vieja del aeropuerto y es usada por las aerolíneas del país, tanto para vuelos regionales como para vuelos internacionales, esta terminal tiene menor servicio de atención, ya que es menos usada por los pasajeros que transitan el aeropuerto.

#### Servicios
La terminal 1 del aeropuerto cuenta con unas terminales pequeñas para los autobuses y los taxis además de rampas y ascensores para personas discapacitadas, además esta terminal no dispone de rampas para acceder al avión sino que dispone de unos autobuses que te llevan hasta el avión.

### Terminal 2
La terminal 2 es más moderna y es usada por las aerolíneas extranjeras, por lo que dispone de más seguridad y mayor atención a los pasajeros, ya que es la que tiene los vuelos de largo alcance.

#### Servicios
La terminal 2 cuenta con unas grandes terminales de autobuses y taxis, ya que es más transitada que la otra terminal. Dispone de todo tipo de accesos para discapacitados y facilidades de embarcar al avíon.

### Características comunes
Ambas terminales poseen estacionamientos y pequeñas entradas para discapacitados.

## Aerolíneas y destinos

### Vuelos regulares
| Aerolíneas                | Destinos | Vestíbulo     |
| ------------------------- | --- | ------------- |
| AirAsia India             | Bangalore, Delhi, Ranchi | Nacional      |
| Air India                 | Agartala, Aizawl, Bagdogra, Bangalore, Chennai, Delhi, Dibrugarh, Dimapur, Gaya, Guwahati, Port Blair, Hyderabad, Imphal, Bombay, Ranchi, Silchar                                                                                       | Nacional      |
| Air India                 | Daca, Katmandú, Rangún | Internacional |
| Air India Regional        | Guwahati, Lilabari, Shillong, Silchar, Tezpur | Nacional      |
| AirAsia                   | Kuala Lumpur | Internacional |
| Biman Bangladesh Airlines | Daca | Internacional |
| China Eastern Airlines    | Kunming | Internacional |
| Dragonair                 | Hong Kong | Internacional |
| Druk Air                  | Paro, Singapur | Internacional |
| Emirates                  | Dubái-Internacional | Internacional |
| Etihad Airways            | Abu Dhabi (comienza el 15 de febrero de 2015) | Internacional |
| IndiGo                    | Agartala, Ahmedabad, Bagdogra, Bangalore, Bhubaneshwar, Chennai, Coimbatore, Delhi, Dibrugarh, Goa, Guwahati, Hyderabad, Imphal, Indore, Jaipur, Kochi, Lucknow, Bombay, Nagpur, Patna, Pune, Raipur, Ranchi, Trivandrum, Visakhapatnam | Nacional      |
| IndiGo                    | Bangkok-Suvarnabhumi | Internacional |
| Qatar Airways             | Doha | Internacional |
| Silk Air                  | Singapur | Internacional |
| Singapore Airlines        | Singapur | Internacional |
| SpiceJet                  | Agartala, Bagdogra, Bangalore, Chennai, Delhi, Goa, Guwahati, Bombay | Nacional      |
| SpiceJet                  | Bangkok-Suvarnabhumi | Internacional |
| Tashi Air                 | Bangkok-Suvarnabhumi, Paro | Internacional |
| Thai Airways              | Bangkok-Suvarnabhumi | Internacional |
| United Airways            | Chittagong, Daca | Internacional |

### Vuelos internacionales
| Ciudades por países    | Nombre del aeropuerto                         | Aerolíneas                                                                     | Aeronaves  | Frecuencias semanales |
| Asia                   | Asia                                          | Asia                                                                           | Asia       | Asia                  |
| ---------------------- | --------------------------------------------- | ------------------------------------------------------------------------------ | ---------- | --------------------- |
| Bangladés              |                                               |                                                                                |            |                       |
| Chittagong             | Aeropuerto Internacional Shah Amanat          | United Airways                                                                 |            |                       |
| Daca                   | Aeropuerto Internacional Zia                  | Air India Biman Bangladesh Airlines IndiGo Novoair SpiceJet US-Bangla Airlines | ATR 72-500 |                       |
| Bután                  |                                               |                                                                                |            |                       |
| Paro                   | Aeropuerto Internacional de Paro              | Bhutan Airlines Druk Air                                                       | A319-112   |                       |
| Nepal                  |                                               |                                                                                |            |                       |
| Katmandú               | Aeropuerto Internacional de Katmandú          | Air India                                                                      |            |                       |
| China                  |                                               |                                                                                |            |                       |
| Kunming                | Aeropuerto Internacional de Kunming-Changshui | China Eastern Airlines                                                         |            |                       |
| Emiratos Árabes Unidos |                                               |                                                                                |            |                       |
| Abu Dabi               | Aeropuerto Internacional de Abu Dabi          | Etihad Airways                                                                 |            |                       |
| Dubái                  | Aeropuerto Internacional de Dubái             | Air India Emirates                                                             |            |                       |
| Hong Kong              |                                               |                                                                                |            |                       |
| Hong Kong              | Aeropuerto Internacional de Hong Kong         | Dragonair                                                                      |            |                       |
| Malasia                |                                               |                                                                                |            |                       |
| Kuala Lumpur           | Aeropuerto Internacional de Kuala Lumpur      | AirAsia                                                                        | A3xx       |                       |
| Birmania               |                                               |                                                                                |            |                       |
| Rangún                 | Aeropuerto Internacional de Rangún            | Air India                                                                      |            |                       |
| Catar                  |                                               |                                                                                |            |                       |
| Doha                   | Aeropuerto Internacional Hamad                | Qatar Airways                                                                  |            |                       |
| Singapur               |                                               |                                                                                |            |                       |
| Singapur               | Aeropuerto Internacional de Singapur          | Druk Air Silk Air Singapore Airlines                                           |            |                       |
| Tailandia              |                                               |                                                                                |            |                       |
| Bangkok                | Aeropuerto Internacional Suvarnabhumi         | Bhutan Airlines IndiGo SpiceJet Thai Airways                                   | A319-112   |                       |
| Vietnam                |                                               |                                                                                |            |                       |
| Ciudad de Ho Chi Minh  | Aeropuerto Internacional de Tan Son Nhat      | IndiGo                                                                         |            |                       |

### Carga
| Airlines                 | Destinations                                                             | Vestíbulo     |
| ------------------------ | ------------------------------------------------------------------------ | ------------- |
| Bismillah Airlines       | Daca                                                                     | Internacional |
| Blue Dart Aviation       | Ahmedabad, Bangalore, Chennai, Delhi, Hyderabad, Bombay, Guwahati, Patna | Nacional      |
| Lufthansa Cargo          | Frankfurt, Sharjah, Hong Kong, Almaty                                    | Internacional |
| Thai Airways Cargo       | Bangkok                                                                  | Internacional |
| Qatar Airways Cargo      | Doha, Daca                                                               | Internacional |
| Singapore Airlines Cargo | Singapur                                                                 | Internacional |
| Volga-Dnepr Airlines     | Aeropuerto de Irkutsk, Aeropuerto de Ozar                                | Internacional |

### Vuelos chárter
| Airline          | Destinations                           | Vestíbulo |
| ---------------- | -------------------------------------- | --------- |
| Spirit Air India | Barbil, Bokaro, Jamshedpur, Jharsuguda | Nacional  |
| Dove Airlines    | Varios destinos                        | Nacional  |

## Estadísticas
Ver fuente y consulta Wikidata.

## Instalaciones
Las instalaciones del aeropuerto de Calcuta son:
- Oficina de correos
- Bancos y cajeros automáticos
- Cambio de divisas
- Máquinas expendedoras de bebidas calientes y refrescos
- Tiendas de recuerdos y artículos esenciales
- Cuartos de cuidado de niños e instalaciones de primeros auxilios
- Sillas de ruedas
- Aparcamiento para 500 coches
- Taxis pagados por adelantado, alquileres de coches
- Reservas de hotel